# 미셸린 프레슬
미셸린 프레슬(Micheline Presle, 1922년 8월 22일~2024년 2월 21일)은 프랑스의 배우이다. 프랑스 영화계의 황금 시대 후반의 대표적인 배우 중 한 명이다. 배우 겸 영화 감독인 토니 마셜의 어머니이다.

## 출연 작품
- 《당나귀 공주》(1970) - 레인 루즈 역
- 《남자는 괴로워》(1973)
- 《파자마 속의 두 여인》(1974)
- 《네어》(1976)